# رفیقه‌ها
رفیقه‌ها (به ایتالیایی: Le Amiche) (به انگلیسی:  The Girlfriends) فیلمی به کارگردانی میکل‌آنجلو آنتونیونی است که در سال ۱۹۵۵ منتشر شد. این فیلم برنده جایزه شیر نقره‌ای جشنواره ونیز ۱۹۵۵ شد.

## بازیگران
- الئونورا روسی دراگو
- گابریله فرزتی
- والنتینا کورتس
- اتوره مانی
- ماریا گامبارلی
- آلساندرو فرسن